# Bergün/Bravuogn
Bergün/Bravuogn (deutsch Bergün, ⓘ rätoromanisch Bravuogn,ⓘ Doppelname offiziell seit 1943, im Ortsdialekt Bargunsegner Brauégn) ist ein Dorf in der Gemeinde Bergün Filisur im schweizerischen Kanton Graubünden. Bis zum 31. Dezember 2017 bildete es zusammen mit den Ortschaften Stugl/Stuls und Latsch sowie den Weilern Preda (mitsamt Maiensäss Naz) und Tuors Chants eine eigene politische Gemeinde.
Bergün/Bravuogn liegt im Albulatal an der Albulapassstrasse und an der Albulalinie der Rhätischen Bahn. Im früher rätoromanischsprachigen, wirtschaftlich und kulturell eng mit dem Engadin verbundenen Dorf spricht man heute mehrheitlich deutsch. Bergün/Bravuogn ist ein typisches Strassendorf. Zu beiden Seiten der ansteigenden Hauptstrasse reihen sich Häuser im Engadiner Stil aus dem 16. bis 18. Jahrhundert, mit Fassadenmalereien (Sgraffiti), Erkern und Fenstergittern.

## Geographie

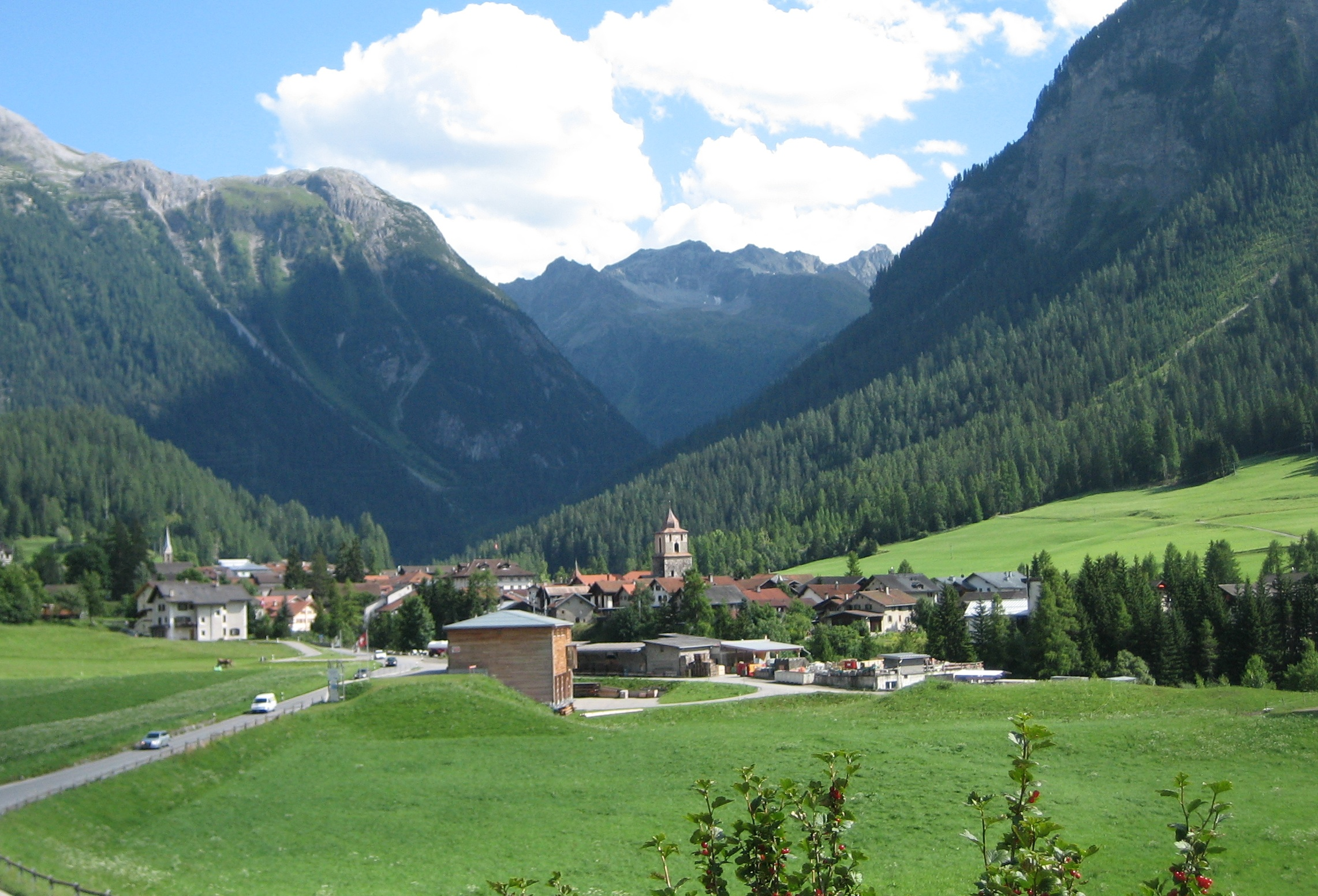
Bergün/Bravuogn – Ansicht von Norden

Das Gemeindegebiet umfasst den gesamten Oberlauf der Albula nebst Seitentälern. Die Albula entspringt mehreren Quellen unterhalb des Albulapasses und der südwestlich benachbarten Crap Alv. Oberhalb einer markanten Talstufe bildet sie den Lai da Palpuogna, unterhalb schliesst sich der Talkessel von Preda an, in den von links das Val Mulix und von rechts das Val Zavretta münden. Der unterhalb Preda tief in die Felsen eingeschnittene Fluss zwang die Erbauer der Bahn zur berühmt gewordenen Linienentwicklung mit mehreren Viadukten und Kehrtunneln. Unterhalb dieser Schlucht, an deren Ausgang sich von rechts das Seitental Val Tisch mit dem Haupttal vereinigt, liegt das Strassendorf Bergün/Bravuogn auf einer Höhe von 1367 m in einer weiten Mulde. Hier mündet von rechts das insgesamt etwa 10 km lange, aus den drei Quelltälern Val Plazbi, Val da Ravais-ch und Val Salect entstehende Val Tuors ein. Knapp unterhalb des Dorfes liegt die Schlüsselstelle der Albulastrasse, die sich im Bergünerstein (Crap da Bravuogn) eng an den fast senkrecht abfallenden Fels schmiegt. Am mit 1111 Metern tiefsten Punkt der ehemaligen Gemeinde mündet von rechts die Ava da Stugl in einer Schlucht in die Albula. Sie entwässert das etwa 8 km lange Val da Stugl, ein Gebiet mit ausgedehnten Alpweiden. Durch Bergün/Bravuogn fliesst von Osten her der Tuorsbach.

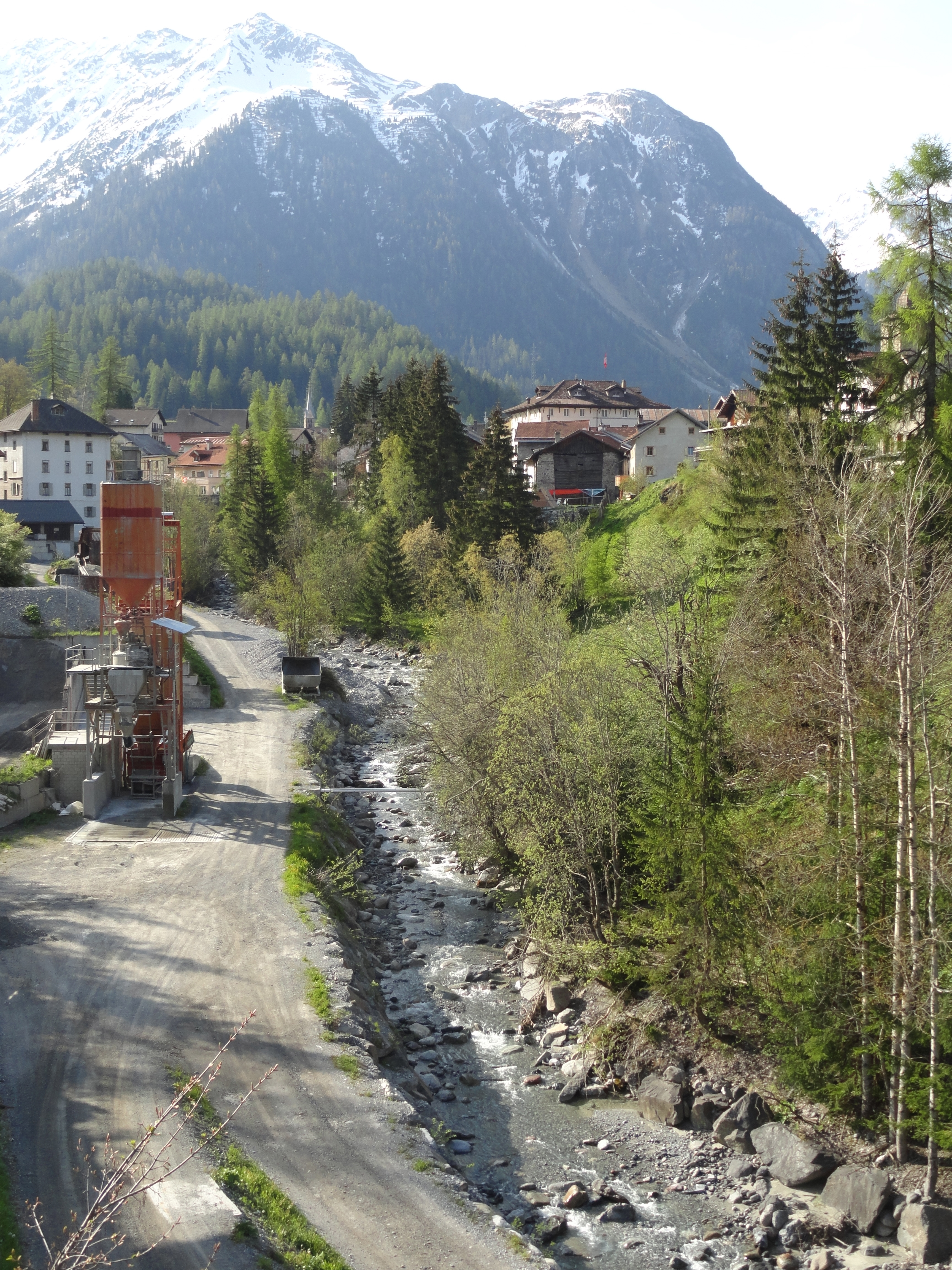
Tuorsbach in Bergün/Bravuogn

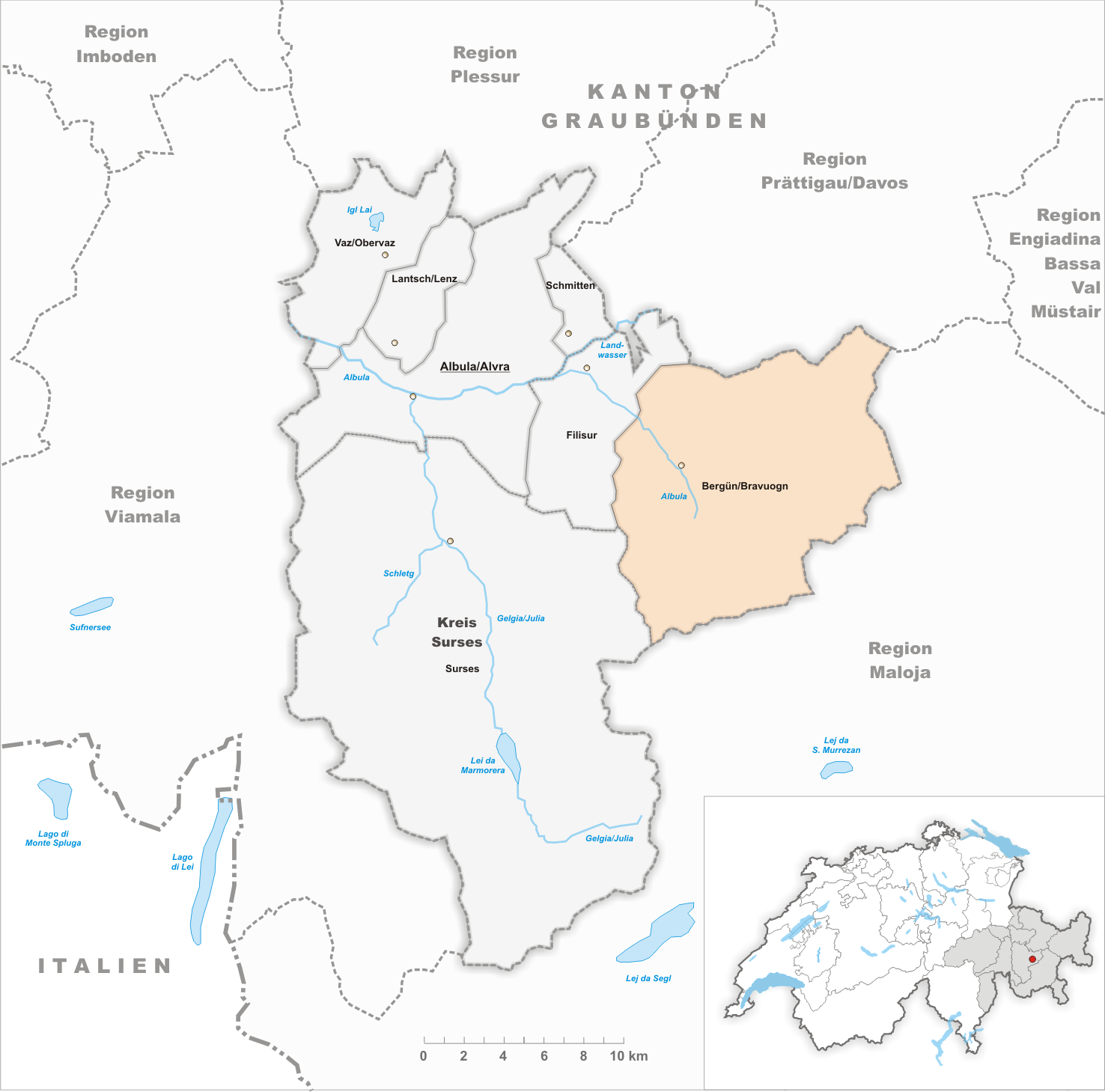
Gemeindestand vor der Fusion am 1. Januar 2018

Das Gemeindegebiet ist von Dreitausendern umgeben. Die westliche Gemeindegrenze zieht vom vorgelagerten Chavagl Grond (2442 m) über den Piz Spadlatscha (2871 m) zum dominierenden Piz Ela (3339 m) und weiter nach Süden – nunmehr als Wasserscheide gegen das Oberhalbstein – über die Gipfel von Piz Val Lunga (3078 m), Piz Salteras (3111 m), Piz Bleis Marscha (3128 m) zum Piz Laviner (3137 m).
Die anschliessende Südgrenze gegen das Engadin verläuft über Piz Bial (3061 m), La Piramida (2964 m) und die beiden Dschimels (2777 m und 2782 m) zum Piz da las Blais (2930 m); diese Bergkette wird lediglich durch den Passübergang Fuorcla Crap Alv unterbrochen.

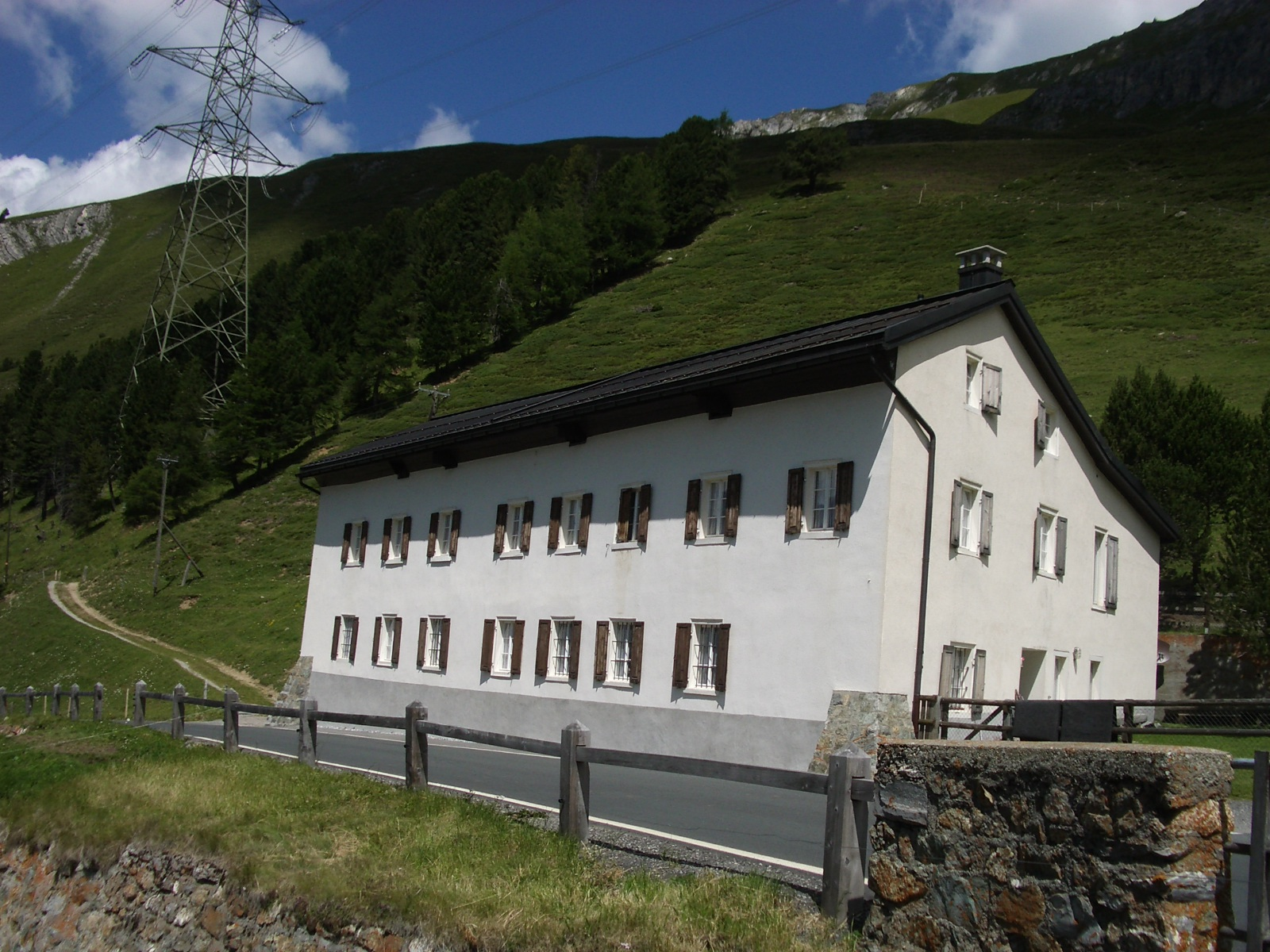
Herberge in Crap Alv am Albulapass, 1654 erwähnt, Neubau 1874

Luftbild aus 3500 m von Walter Mittelholzer von 1923

Auf dem breiten, flachen Albulapass wird die Grenze durch den Punkt Cruschetta etwa 1 km westlich der Passhöhe markiert, dann nach Nordosten über Igl Compass (3016 m), Piz Üertsch (3267 m) und Piz Blaisun (3200 m) zum Piz Kesch, der mit 3418 m den höchsten Punkt der Gemeinde bildet. Nördlich schliesst sich eine abwechslungsreiche hochalpine Landschaft an. Der Bergstock mit den Spitzen Piz Forun (3052 m) und Piz Murtelet (3019 m) ist ringsum von Hochtälern umgeben; die Pässe Fuorcla da Funtauna und Fuorcla Ravais-ch führen ins Engadin und nach Davos.
Den nordöstlichen Eckpfeiler des Bergüner Gebietes bildet der im Piz Ducan (3063 m) kulminierende Ducangrat. Vom Ducan Dador (3020 m) ausgehend umgreift die Gemeindegrenze das oberste Val da Stugl und folgt dann dem an der Nordseite steil abfallenden Kamm über Maschengrat, Büelenhorn (2808 m) und Stulsergrat zur vorspringenden Muchetta (2623 m).
Neben dem Hauptort gehören zur Gemeinde die am rechten Talhang gelegenen Dörfer Latsch (1588 m) und Stugl (Stuls) (1551 m), das erst seit dem Bahnbau um 1900 ganzjährig bewohnte Preda (1789 m) am Nordportal des Albulatunnels, die Maiensässe Chants, Punts d’ Alp, Tuors d’ Avant im Val Tuors, Runsolas im Val da Stugl, Sagliaz am Piz Darlux und Naz im oberen Albulatal sowie eine Reihe von Alpsiedlungen. Ebenfalls auf dem Gemeindegebiet, in direkter Nachbarschaft zur Albulaquelle, liegen auf 2026 Metern über dem Meer die Gebäude von Crap Alv (deutsch: Weissenstein), früher Herberge für die Säumer am Albulapass und bis 1903, als die Albulabahn den Betrieb aufnahm, Station für den Wechsel der Postkutschen-Pferde. Seit den 1960er-Jahren gehört die Alp Weissenstein zur ETH Zürich. Hier unterhält die Universität eine alpine Forschungsstation, vor allem für Nutztiere wie Kühe, Schafe, Ziegen und Pferde. Für die Beweidung der Tiere stehen den Forschern eigene Weiden und Alpen wie z. B. die Alp Zavretta und moderne Stallgebäude zur Verfügung.
Im Jahr 1997 wurden 21,4 % der Gemeindefläche landwirtschaftlich genutzt, der Wald nahm 20,4 % ein, die Siedlungen 0,8 %. Als unproduktiv galten 57,5 %.
Nachbarorte sind Filisur, Davos, S-chanf, Zuoz (Exklave), La Punt Chamues-ch, Samedan, Bever (Exklave) und Tinizong-Rona.

## Wappen
| Wappen von Bergün/Bravuogn | Blasonierung: «In Silber auf rotem Dreiberg aufrechter schwarzer Steinbock, rot bewehrt, blaues Schwert mit goldenem Griff haltend»               |
| Wappen von Bergün/Bravuogn | Abwandlung des Wappens des Gotteshausbundes durch Gerichtsschwert und Dreiberg, um auf die Bedeutung der ehemaligen Gerichtsgemeinde hinzuweisen. |

## Geschichte

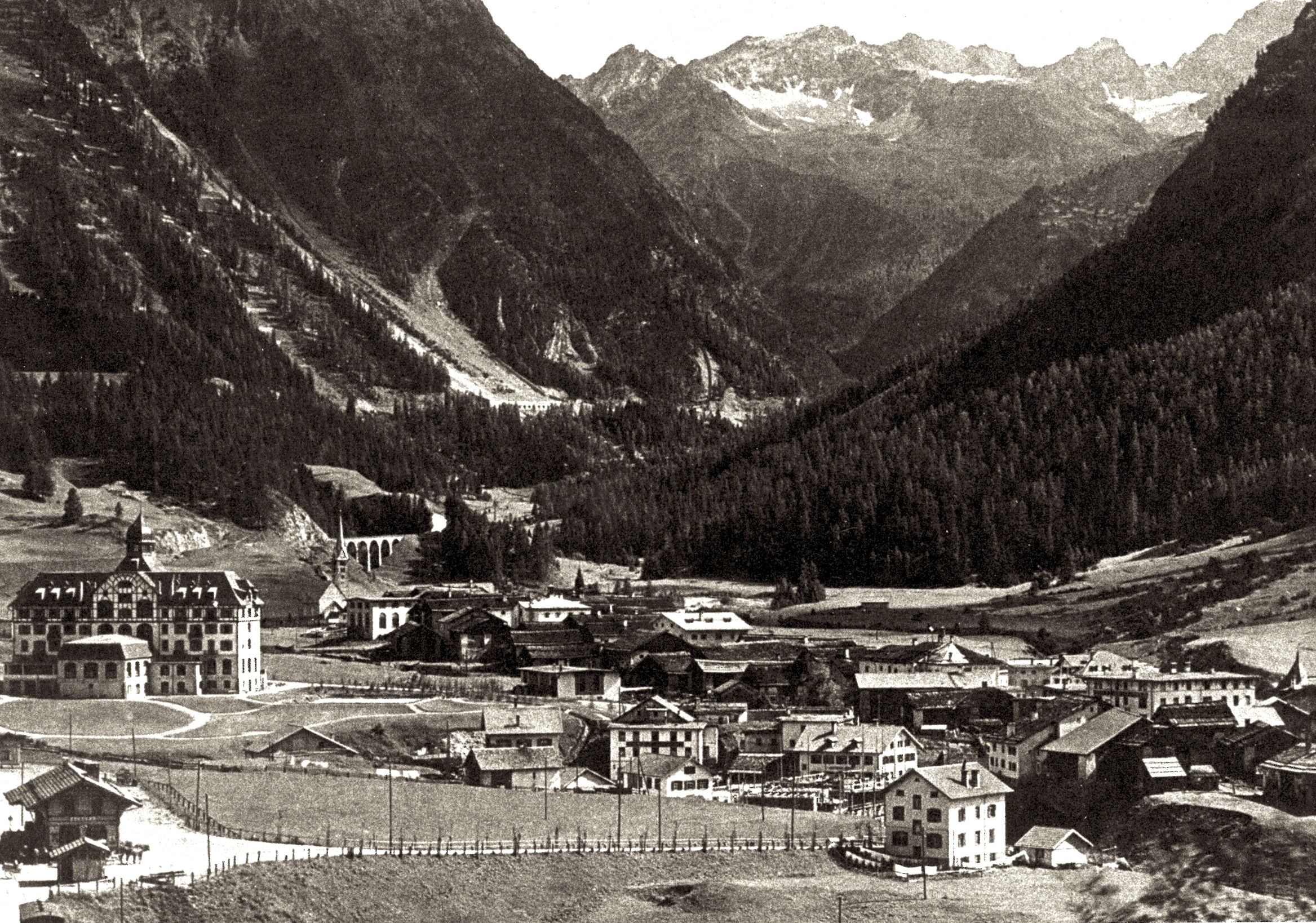
Bergün um 1906. Links das Kurhaus Bergün

Bergün, Luftbild von Werner Friedli (1954)

Um die auf Gemeindegebiet Filisur gelegene Burg Greifenstein herum entstand im 12. Jahrhundert ein kleines Herrschaftsgebiet, das 1394 in den Besitz des Churer Bischofs kam. Urkundliche Erwähnung fanden Latsch im Jahre 1154, Bergün 1209 und Stuls 1270. 1537 konnte Bergün die bischöflichen Rechte durch Geldzahlung ablösen und erlangte damit die volle Souveränität innerhalb des Gotteshausbundes. 1577/1590 schloss es sich der Reformation an. Das Gericht Bergün umfasste auch die Nachbarschaften Filisur, Latsch und Stuls.
Neben der Viehwirtschaft bildeten der Verkehr über den Albulapass und der Bergbau die Lebensgrundlagen des Ortes. Unter Einsatz von Sprengstoff – damals eine Premiere im Bündner Strassenbau – wurde 1696 ein neuer Fahrweg durch den Bergünerstein gebaut. Abbau und Verhüttung von Eisenerz (Hämatit) aus dem hinteren Val Tisch und Val Plazbi erlebten ihre letzte Blütezeit um 1840.
Als 1903 die Albulabahn eröffnet wurde, erwarteten die Bergüner einen touristischen Aufschwung, der das Dorf auf das Niveau der Oberengadiner Kurorte St. Moritz und Pontresina heben sollte. Zeugnis jener Hoffnungen ist das 1905/1906 erbaute Kurhaus Bergün. Dass sich der Ort bereits im Ersten Weltkrieg von diesen Plänen verabschieden musste, betrachtet man heute eher als eine glückliche Fügung, denn so konnte das Dorf sein historisches Ortsbild unverfälscht bewahren.
Die 1851 zu selbständigen politischen Gemeinden erhobenen Latsch und Stuls fusionierten 1912 beziehungsweise 1921 wieder mit Bergün.
Ab 2014 liefen Verhandlungen bezüglich einer Fusion mit der Gemeinde Filisur zur Gemeinde Bergün Filisur.

## Sage
Bei Bergün/Bravuogn ist die Sage von den Zwergen vom gespaltenen Felsen beheimatet.

## Bevölkerung
| Bevölkerungsentwicklung | Bevölkerungsentwicklung | Bevölkerungsentwicklung | Bevölkerungsentwicklung    | Bevölkerungsentwicklung | Bevölkerungsentwicklung | Bevölkerungsentwicklung | Bevölkerungsentwicklung | Bevölkerungsentwicklung | Bevölkerungsentwicklung | Bevölkerungsentwicklung | Bevölkerungsentwicklung | Bevölkerungsentwicklung | Bevölkerungsentwicklung | Bevölkerungsentwicklung | Bevölkerungsentwicklung | Bevölkerungsentwicklung |
| ----------------------- | ----------------------- | ----------------------- | -------------------------- | ----------------------- | ----------------------- | ----------------------- | ----------------------- | ----------------------- | ----------------------- | ----------------------- | ----------------------- | ----------------------- | ----------------------- | ----------------------- | ----------------------- | ----------------------- |
| Jahr                    | 1571                    | 1803                    | 1850                       | 1888                    | 1900                    | 1910                    | 1950                    | 1970                    | 1980                    | 1990                    | 2000                    | 2005                    | 2010                    | 2012                    | 2014                    | 2016                    |
| Einwohner               | 542                     | 495                     | 637 (mit Latsch und Stuls) | 625                     | 1537                    | 715                     | 608                     | 451                     | 459                     | 480                     | 520                     | 505                     | 487                     | 449                     | 457                     | 503                     |

Bei den tabellierten Zahlen ist zu beachten, dass im Jahre 1900 die beim Bau der Albulabahn Beschäftigten mitgezählt wurden, auch wenn sie nur vorübergehend in Bergün ansässig waren. Die Einwohnerzahl bezieht sich auf die heutigen Gemeindegrenzen. Somit sind auch die um den Ersten Weltkrieg eingemeindeten Orte Latsch GR und Stugl (Stuls) (mit total etwa 80 bis 100 Einwohnern) einbezogen.

### Sprachen

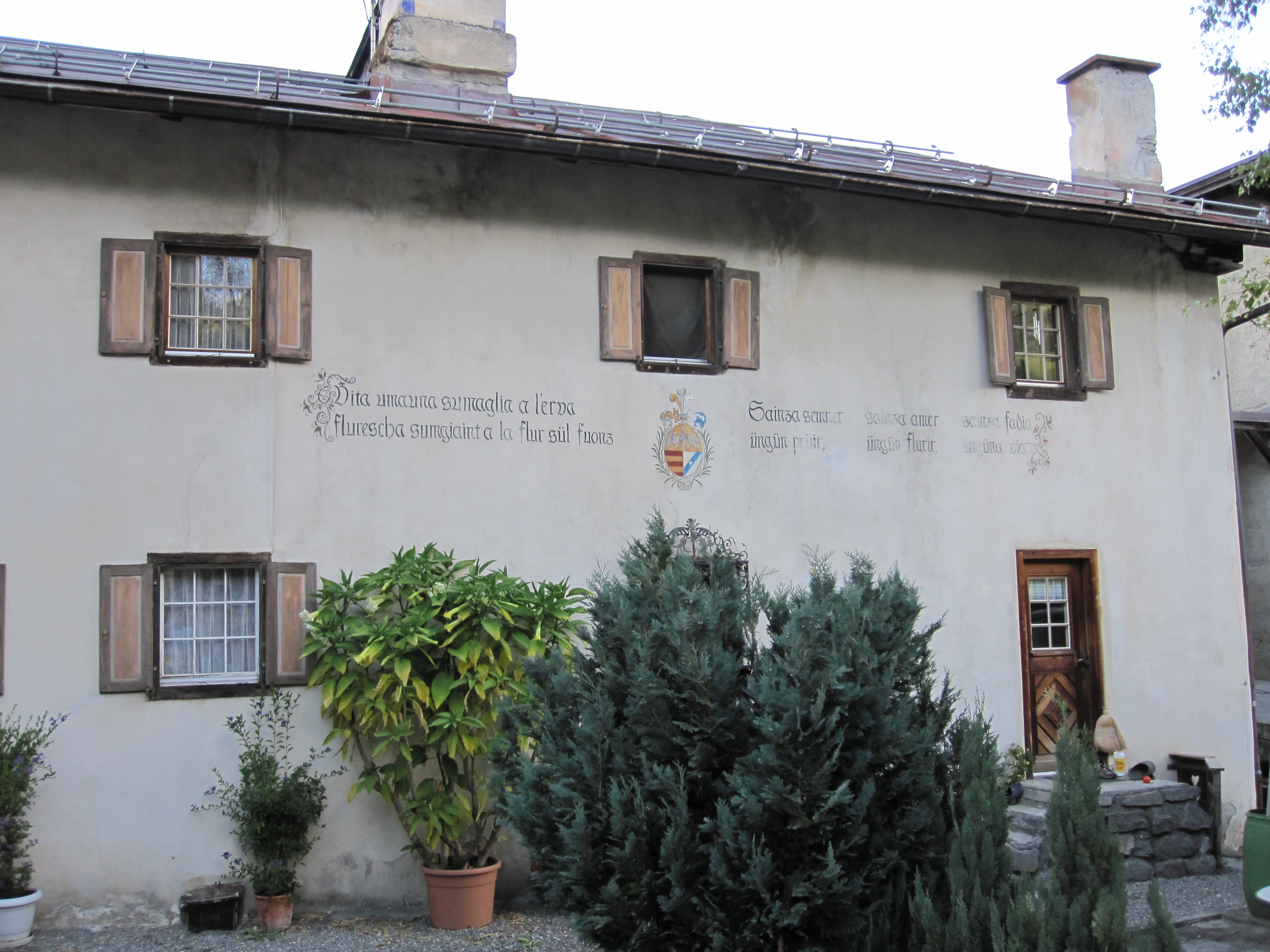
Wandinschrift auf Puter an einem Haus gegenüber der reformierten Kirche

Bei der Volkszählung 2000 nannten als Hauptsprache: Deutsch 83,9 %, Romanisch 10,6 %, Italienisch 3,1 %. Die Bergüner Romanen sprechen einen eigenen Dialekt, das Bargunsegner, geschrieben wird das Oberengadiner Idiom Putér. Diese Mundart war bis weit ins 19. Jahrhundert die Umgangssprache der Bewohner (1880: 80,4 %). Doch setzte kurz danach ein starker Erosionsprozess bei den Romanischsprachigen ein (1910 noch 57,62 %). Dann stabilisierte sich die Lage bis nach dem Zweiten Weltkrieg (1941 noch 53,6 % Romanischsprachige). Anschliessend setzte ein bis 1980 langsamer Rückgang des Rätoromanischen ein – ein Prozess, der sich seither rasant beschleunigt hat. Dies belegt folgende Tabelle:
| Sprachen in Bergün/Bravuogn |                   |                   |                   |                   |                   |                   |
| Sprachen                    | Volkszählung 1980 | Volkszählung 1980 | Volkszählung 1990 | Volkszählung 1990 | Volkszählung 2000 | Volkszählung 2000 |
| Sprachen                    | Anzahl            | Anteil            | Anzahl            | Anteil            | Anzahl            | Anteil            |
| Deutsch                     | 251               | 54,68 %           | 350               | 72,92 %           | 436               | 83,85 %           |
| Rätoromanisch               | 158               | 34,42 %           | 101               | 21,04 %           | 55                | 10,58 %           |
| Italienisch                 | 40                | 8,71 %            | 21                | 4,38 %            | 16                | 3,08 %            |
| Einwohner                   | 459               | 100 %             | 480               | 100 %             | 520               | 100 %             |

Deutsch ist heute alleinige Behördensprache, obwohl noch 26,7 % der Einwohner Romanisch verstehen.

### Herkunft und Nationalität
Von den Ende 2005 505 Bewohnern waren 444 (= 88 %) Schweizer Staatsangehörige.

## Wirtschaft

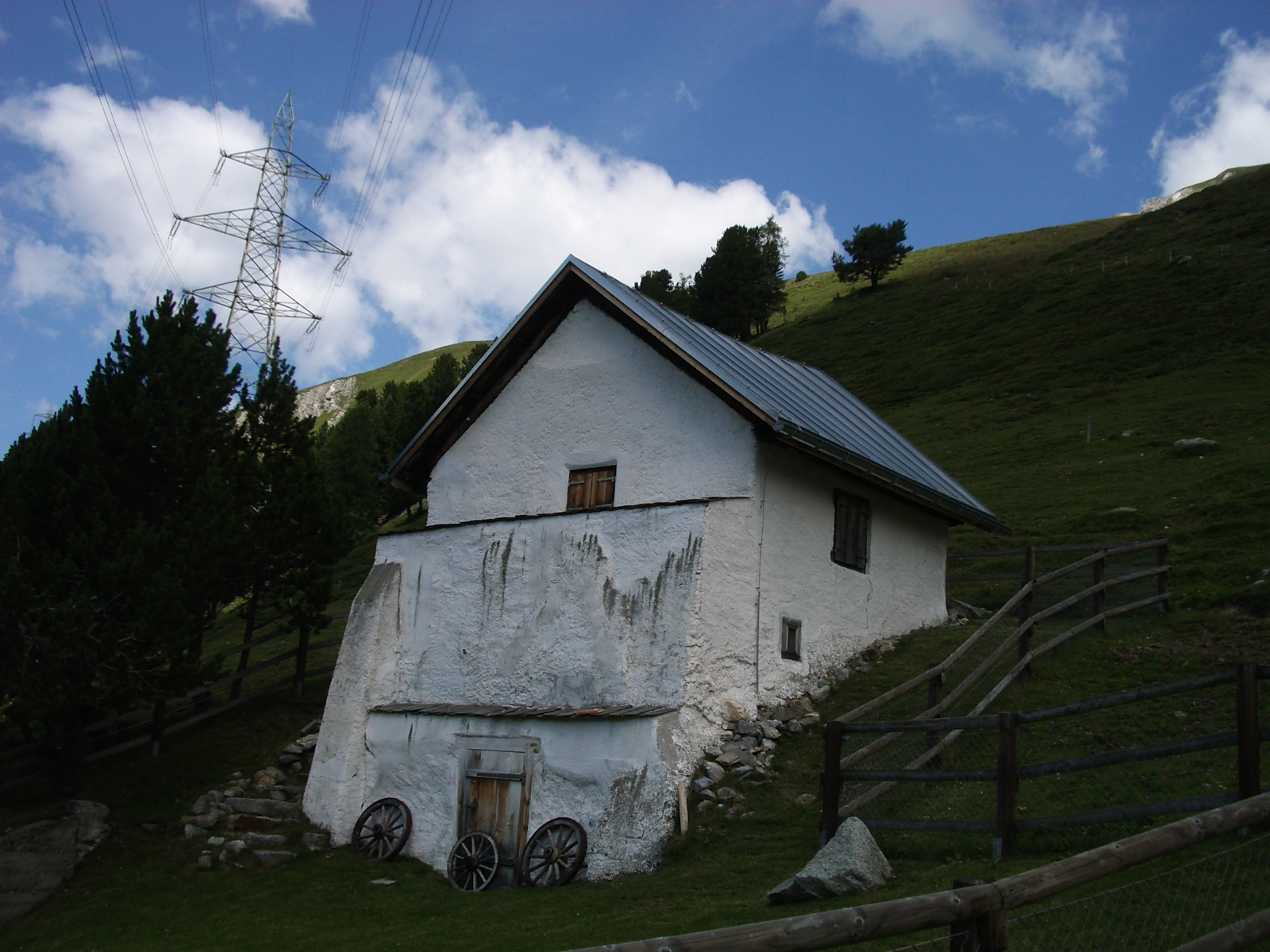
Ziegelfabrik in Crap Alv von 1860 bis 1875

In der Landwirtschaft waren im Jahr 2000 55 Personen tätig, im produzierenden Gewerbe 59 und im Dienstleistungssektor 157. Der Ort lebt vor allem vom Tourismus und von der Landwirtschaft. Daneben finden die Bewohner Beschäftigung im lokalen Gewerbe und bei der Rhätischen Bahn. Grösster Arbeitgeber ist der Holzverarbeitungsbetrieb Florinett Holz AG. Eine wirtschaftliche Nutzung der eisenhaltigen Mineralquellen scheiterte bisher.

## Verkehr

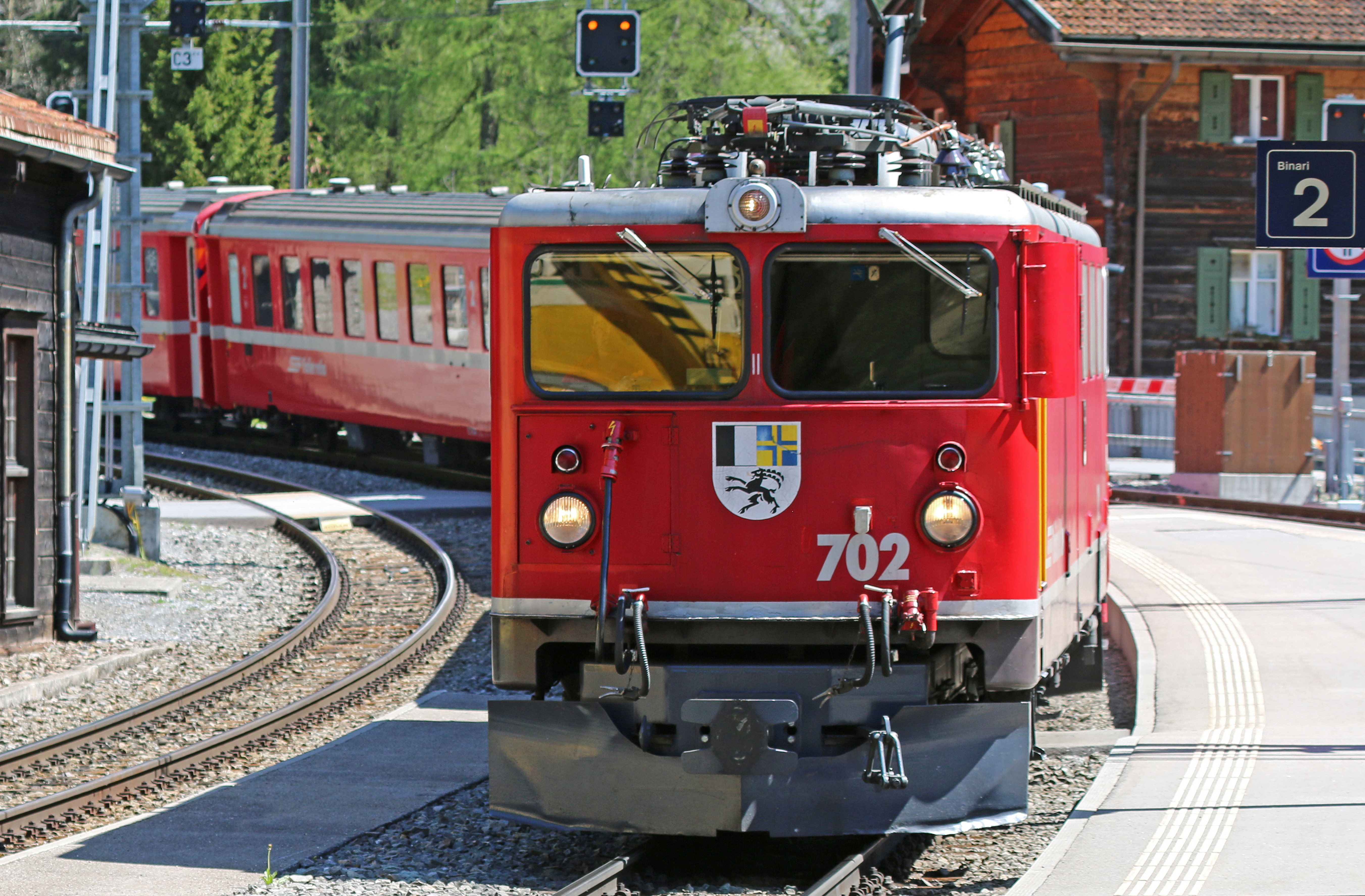
Ge 6/6 II der Rhätischen Bahnen bei der Einfahrt in den Bahnhof von Bergün/Bravuogn

Die Bahnhöfe Bergün/Bravuogn und Preda sind Schnellzugshalte an der zum UNESCO-Weltkulturerbe gehörenden Albulabahn (Bahnstrecke Thusis–St. Moritz) der Rhätischen Bahn (RhB), auf der stündlich der IR38 verkehrt.
Die Albulabahn wurde zusammen mit der Berninabahn 2008 zum UNESCO-Weltkulturerbe ausgezeichnet. Ausgezeichnet wurde die Streckenführung der Bahnstrecke im Hochgebirge, die mittels Kunstbauten wie Brücken und Viadukten sowie Tunneln und Galerien die Bahn von Thusis über das Albulatal ins Oberengadin und von dort über den Berninapass und das Puschlav nach Tirano führt. Die Kunstbauten gelten als Meisterleistungen der Ingenieurkunst, die sich durch ihre Steinbauweise zugleich optimal ins Landschaftsbild fügen, als auch wegbereitend waren für weitere Entwicklungen im Ingenieurwesen.
Im Winter verkehren zusätzlich spezielle «Schlittelzüge» zwischen Bergün/Bravuogn und Preda. Mehrmals täglich fährt ein Postauto nach Latsch GR und Stugl/Stuls, im Sommer auch ins Val Tuors.
Im Hinblick auf die Eröffnung des Bahnmuseums Albula wurde in den Jahren 2010 bis 2011 der Bahnhof Bergün/Bravuogn für 11 Mio. Schweizer Franken umgebaut. Dabei wurde auf Vollfernsteuerung des Zugverkehrs umgestellt, das Gleis 1 zurückgebaut und das Gleis 2 näher an das Bahnhofsgebäude verlegt. Dadurch konnten zwei neue breite Bahnsteige mit teilweiser Überdachung und behindertengerechter Ausstattung errichtet werden. Für den «Schlittelzug» im Winter und den Holzverlad im Sommer wurde als Ersatz für das Gleis 1 ein neues Abstellgleis gebaut. Zudem wurde ein Anschlussgleis für die Fahrzeughalle des Bahnmuseums verlegt. Dies führte auch zur Verlegung des Reisezentrums der Rhätischen Bahn im Dezember 2011 in das Bahnmuseum Albula unter Schliessung des Reisezentrums im Bahnhofgebäude.

## Tourismus

### Überblick
Pläne vom mondänen Kurort Bergün zerschlugen sich rasch. Heute präsentiert sich das Dorf als ruhiger Ort für Familienferien.
Im Sommer bieten sich Wandermöglichkeiten und Mountainbike-Touren in die umliegenden Täler. Besondere Anziehungspunkte bilden der Bahnhistorische Lehrpfad Preda – Bergün/Bravuogn, das Bahnmuseum Albula und das Freiluftschwimmbad. Im Jahr 2013 wurde der Bahnhistorische Lehrpfad zum «Bahnerlebnisweg Albula» ausgebaut und verlängert. Er führt seitdem von Preda über Bergün/Bravuogn bis zum Landwasserviadukt bei Filisur. Bergün/Bravuogn ist auch Ausgangspunkt für klassische Bergtouren, beispielsweise zur Kesch-Hütte, auf den Piz Kesch, zur Ela-Hütte, den Piz Ela und andere der umliegenden Dreitausender. Im Sommer ist die 2009 erneuerte Doppelsesselbahn Darlux in Betrieb, die zu einem auf knapp 2000 Meter hoch gelegenen Bergrestaurant führt. Über die Ducanfurgga gelangen Bergwanderer ins Sertigtal bei Davos.

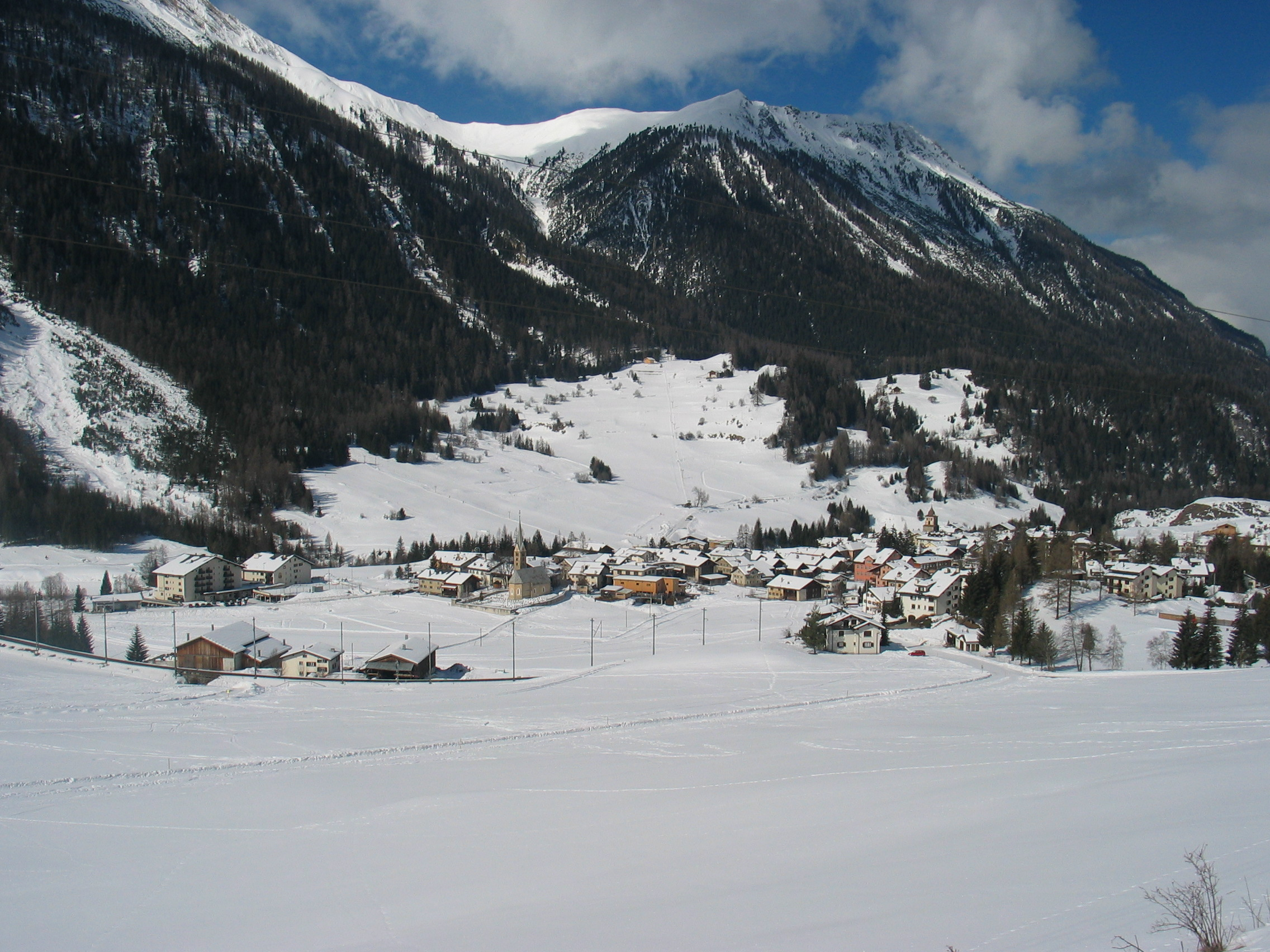
Richtung Preda

Im Winter wird vor allem die längste Naturschlittelbahn Europas, die auf einer Strecke von über 6 km auf der (im Winter für Motorfahrzeuge gesperrten) Albulapassstrasse von Preda nach Bergün/Bravuogn führt, genützt. Die Rodler können im Bahnhof Bergün/Bravuogn einen Schlitten mieten und sich von der Rhätischen Bahn nach Preda hinauffahren lassen. Nachts ist die Strecke mit Flutlicht ausgeleuchtet. Eine weitere Schlittelbahn (rund 4 km lang) führt von der Alp Darlux in das 576 m tiefer gelegene Bergün/Bravuogn. Sie gilt als das «Lauberhorn der Schlittelbahnen» und ist steiler und enger als die Klassikerbahn. Für Skifahrer gibt es das Skigebiet Darlux mit 25 km Pisten bis auf 2552 m, zwei Sesselbahnen, einem Skilift sowie zahlreichen Pisten, die auch Snowboardern zur Verfügung stehen. Daneben gibt es zwei Skilifte im Dorf bei Tect/Zinols für Anfänger und Familien. Jeweils im Januar findet ein Winter-Weekend für Bike-Freaks statt; dann wird die Schlittelbahn für ein internationales Mountainbike-X-Treme-Down-Hill-Rennen kurzzeitig gesperrt.
Im Dorf gibt es mehrere traditionelle und ein modernes Hotel. Auch das 1949 durch Brand beschädigte und lange Zeit ungenutzte Kurhaus Bergün ist wieder geöffnet.
Bergün/Bravuogn hat einen modernen Bezug zur von Johanna Spyri geschaffenen bekannten Romanfigur Heidi: Die Maiensässsiedlung Falein und das Terrassendorf Latsch waren 1952 und 1954 die Drehorte des ersten Schweizer Heidi-Films. Heute führt ein «Heidiweg» von Stugl/Stuls auf dem Alpweg nach Runsolas, anschliessend über den Höhenweg zur Hütte in Falein, in welcher der Heidi-Film spielte und von dort über Pnez zurück nach Stugl/Stuls. Schautafeln entlang der Route informierten über den Film. Eine Ausstellung über den Heidi-Film und die Dreharbeiten ist im Heimatmuseum Bergün/Bravuogn zu sehen. Auch in der Heidi-Verfilmung von 2015 (u. a. mit Bruno Ganz) ist Latsch zu sehen; ebenso der Bahnhof von Stugl/Stuls.
Bergün/Bravuogn war Durchgangsort des Gebirgslaufs Swiss Irontrail.

### Bergün/Bravuogn im Schweizer Fernsehen
In den Jahren 1993/1994 war Bergün/Bravuogn der Hauptdreh- und Handlungsort der 26-teiligen Schweizer Fernsehserie Die Direktorin, mit Sabina Schneebeli in der Hauptrolle. In der 1994/1995 ausgestrahlten Serie über die Leiterin des Tourismusbüros einer Berggemeinde (mit Intrigen, Kampf gegen mafiöse Strukturen u. a.) hiess das Dorf Madruns. Trotz der vielbeachteten Ausstrahlung in der Schweiz (die Ausstrahlung im ZDF wurde verzögert und stiess 1998 nur auf bescheidene Resonanz) brachte die Serie dem Dorf keinen weiteren touristischen Aufschwung. 2008 wurde die Serie im Sommerprogramm auf SF 1 wiederholt.

### Fotografierverbot 2017
Am 29. Mai 2017 wurde in der Gemeinde Bergün/Bravuogn durch einen Volksentscheid an der Gemeindeversammlung mit grossem Mehr ein Fotografierverbot erlassen. Bei Zuwiderhandlungen können Betreffende mit fünf Franken gebüsst werden, das Bussgeld würde dem Alpenschutz zugutekommen. Das rechtsgültige Verbot war als Tourismusförderung und PR-Aktion zu verstehen. Nach einem internationalen Medienecho stellte der Gemeindepräsident eine kollektive Sonderbewilligung aus, womit das Verbot nicht durchgesetzt wurde. Immerhin berichtete noch am 23. Juli 2017 orf.at unterhaltsam über das «gemeindeweite und herzliche Fotografierverbot».

## Sehenswürdigkeiten

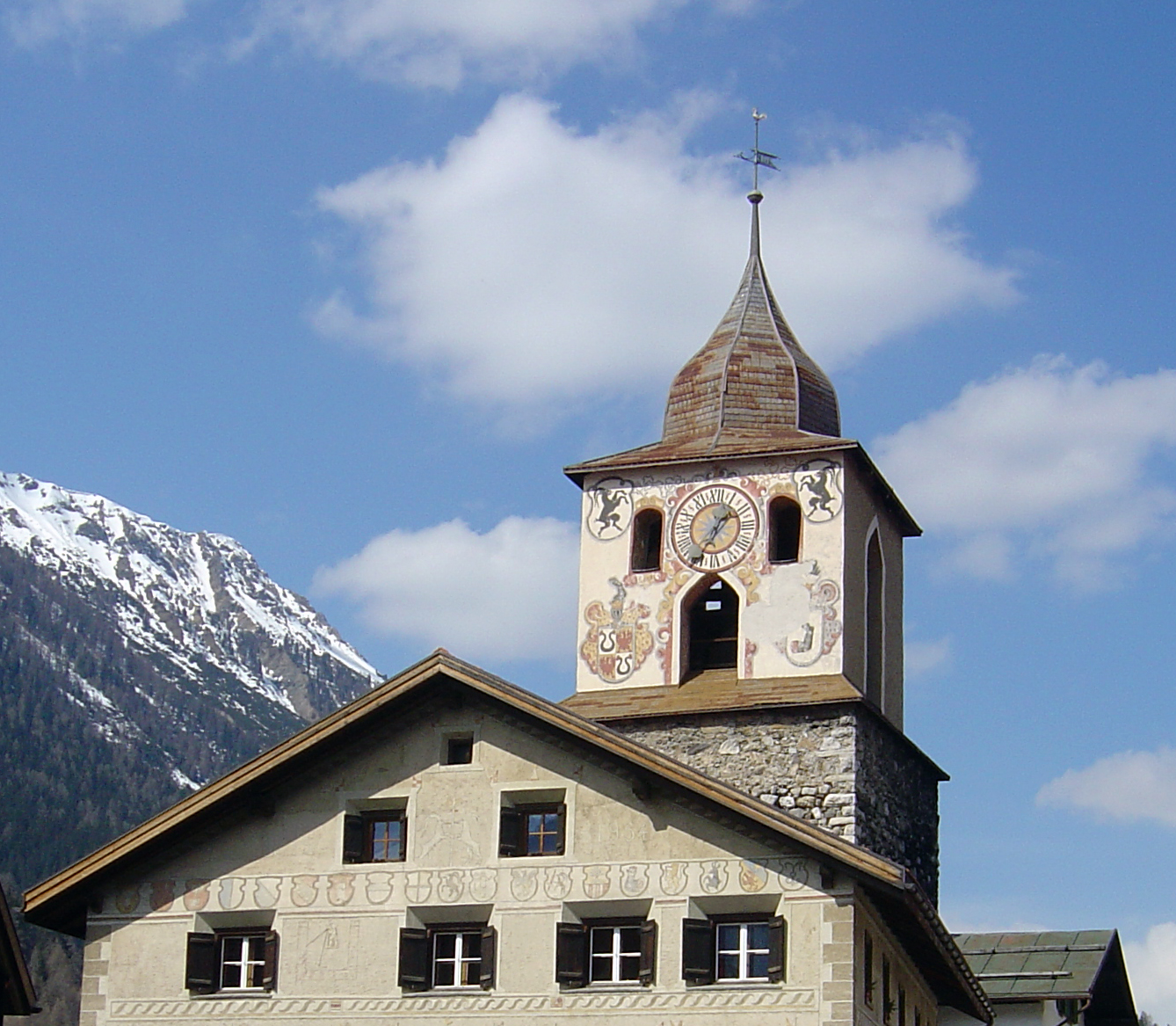
Das Gemeindehaus und der Platzturm La Tuor im Dorfzentrum

Die reformierte Kirche ist im Kern romanisch, der rippengewölbte Chor und der spitze Turmhelm sind spätgotisch. Die Kirche wurde gegen 1500 komplett ausgemalt. Der Zyklus zeigt Stationen aus der Passion und Christus mit den zwölf Aposteln. Die Bemalung der Wände geschah vor der Gestaltung der gotischen Fenster. Zu Beginn des 20. Jahrhunderts wurden die lange Zeit übermalten Bilder freigelegt und ergänzt.
Das Zentrum des unteren Dorfteils bildet der Platzturm la Tuor aus dem 13. Jahrhundert. Oft wird der Turm als «Römerturm» bezeichnet. Erbaut wurde er vermutlich als Amtssitz der Herren von Greifenstein, deren Burg oberhalb von Filisur lag. Sein heutiges Aussehen erhielt der Römerturm später. Im 17. Jahrhundert wurde er zum Glockenturm umgebaut und erhielt seine barocke Haube. Die Malereien am Turm stammen von 1627. Heute wird der Turm als Gemeindearchiv genutzt und steht als «Kulturgut von nationaler Bedeutung» unter besonderem Schutz.
Das Kurhaus Bergün ist ein Jugendstil-Gebäude mit weitgehend erhaltener oder wiederhergestellter Ausstattung und originaler Grossküche, errichtet 1905/1906 vom Zürcher Architekten Jost Franz Huwyler-Boller (1874–1930). Das Hotel Kurhaus wurde 2012 von ICOMOS Schweiz zum „historischen Hotel des Jahres“ ausgezeichnet.
Hauptattraktion für Eisenbahnfreunde ist die verschlungene Linienführung der Albulabahn mit ihren Viadukten und Kehrtunneln.
Seit 2010 gibt es den «Holzweg». Der Rohstoff Holz, seine Herkunft, Gewinnung und Verarbeitung stehen im Zentrum des kinderwagengerechten Weges, der beim Bergholzzentrum Bergün/Bravuogn direkt an der Albula seinen Ausgangs- und Endpunkt hat. Mit Installationen wie einem Baumstammtelefon, grossen Bauklötzen aus Holzbalken, Duftspänen aus Arvenholz oder Luftballonaufblasen durch ein «Holzrohr» können Kinder im Spiel die Vielfalt von heimischem Nadelholz erkunden. Der «Holzweg» führt vom Sägewerk durch die Wiesen und Wälder von Crestota und Zinols oberhalb von Bergün/Bravuogn und wurde von einem ortsansässigen Unternehmen mit Unterstützung des Parc Ela errichtet.
Sehenswert sind weiter die Chesa Nicolay, ein Bauernhaus aus dem 16. Jahrhundert, ein Bürgerhaus aus dem 17. Jahrhundert und ein Wohnhaus aus dem 17. Jahrhundert.

## Bahnmuseum Albula

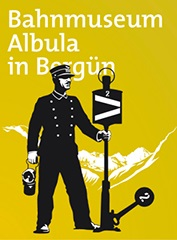
Bahnmuseum Albula Logo

Im Juni 2012 wurde das Bahnmuseum Albula im ehemaligen Zeughaus Bergün/Bravuogn an der Albulabahn eröffnet. Es zeigt die Geschichte der Rhätischen Bahn und die damit verbundene Entwicklung im Albulatal. Zuvor wurde das Reisezentrum der Rhätischen Bahn im Dezember 2011 vom Bahnhofgebäude zusammen mit Bergün-Filisur Tourismus in das Bahnmuseum Albula verlegt.

## Persönlichkeiten
- Gian Gianett Cloetta (1874–1965), Lehrer, Dichter und Linguist
- Giovanni Testa (1903–1996), Skilehrer, Rennläufer, Diplom an den Olympischen Winterspielen in St. Moritz, Bündner Grossrat